# Selwjanka
Die Selwjanka (belarussisch Зэльвянка, polnisch Zelwianka) ist ein 170 km langer linker Nebenfluss der Memel in Belarus.
Das Einzugsgebiet beträgt 1940 km². Der mittlere Abfluss beträgt im Bereich der Mündung etwa 11 m³/s, das durchschnittliche Gefälle beträgt 0,4 ‰.

## Geographie

### Verlauf

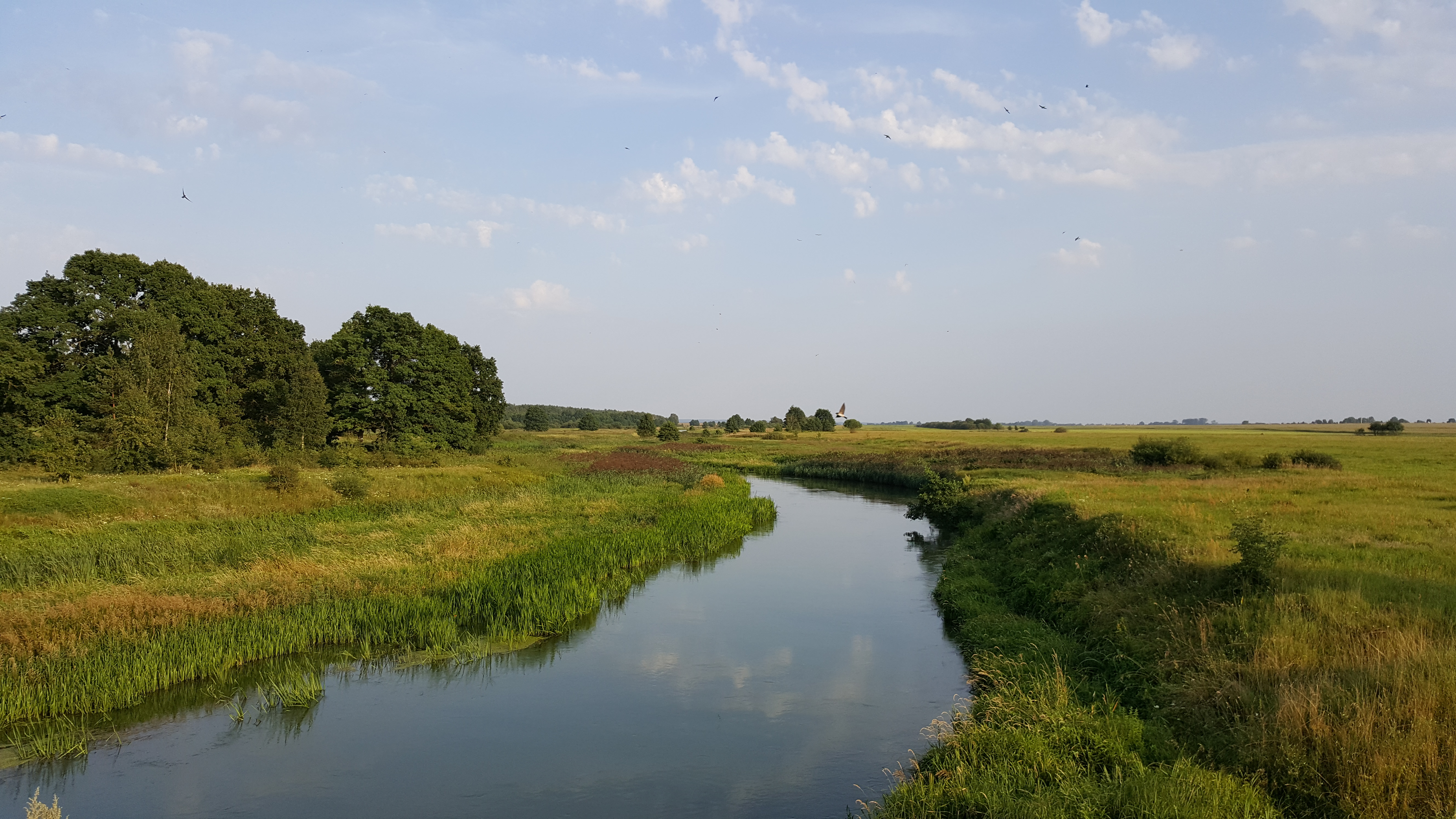
Unterlauf der Selwjanka bei Pazewitschi

Der Fluss verläuft durch Hrodsenskaja Woblasz und Breszkaja Woblasz und mündet linksseitig in die Memel.
Die Quelle der Selwjanka liegt im südlichen Teil der Waukawyski Anhöhe (belarussisch Ваўкавыскае ўзвышша). Sie durchbricht den oberen Teil der Anhöhe in nördlicher Richtung und versorgt den Selwenska-Stausee (Transl. Selwenskaje wadaschowischtscha - belarussisch Зэльвенскае вадасховішча) mit einer Fläche von 11,9 km². Sie mündet in der Memel-Tiefebene (Transl. Njomanskaja nisina - belarussisch Нёманская нізіна) in der Stadt Masty in die Memel.
Das Tal hat die Form eines Trapezes, wobei die Breite von 0,5 bis 3–4 km flussabwärts ansteigt. Es gibt schlammige, oft glatte Flussauen die bis zu 2,5 km breit, im Mittel- und Unterlauf eher 0,4–0,6 km breit sind. Das Bett ist stark gewunden, seine Breite beträgt bei Niedrigwasser 15–20 m. Der Fluss ist über eine Länge von 44,2 km kanalisiert.

### Nebenflüsse
- Rechte Nebenflüsse sind: Schtschyba, Ruschanka, Iwanauka und Akouka
- Linke Nebenflüsse sind: Saswa, Mjaschtouka, Kipjatka, Samarauka und Juchnauka

## Umwelt
Es gibt einige Überschwemmungsgebiete, die rekultiviert wurden. Der Fluss friert von Ende Dezember an zu, die Eisschicht öffnet sich wieder Mitte März.